# Herbert Belau
Herbert Belau (* 8. Dezember 1921 in Neuhof bei Heilsberg; † 1990 in Neuss) war ein deutscher Bildhauer, Grafiker und Maler. Im Mittelpunkt seines Schaffens stehen sakrale Auftragsarbeiten und Arbeiten im Umfeld seines Lehrers Ewald Mataré.

## Leben
Im Alter von 13 Jahren besuchte er die Hermann-Lietz-Schule auf Schloss Bieberstein bei Fulda. 1943 kam er in amerikanische Kriegsgefangenschaft. Nach der Freilassung begann er bei Ewald Mataré ein Studium an der Kunstakademie Düsseldorf.
Belau war verheiratet und hatte drei Kinder. Zur Sicherung des Lebensunterhaltes für sich und seine drei Kinder gab Belau den Beruf des freischaffenden Künstlers zu Gunsten eine Anstellung als Kunstlehrer am Alexander-von-Humboldt-Gymnasium Neuss auf.

## Kunstwerke (Auswahl)
Aufsehen erregte im Jahr 1957 die Weigerung des damaligen Bischofs von Speyer bei der Einweihung der Kirche St. Konrad in Kaiserslautern ein hölzernes Kruzifix von Toni Zenz und eine geschnitzte Muttergottes von Herbert Belau mit zu weihen. Er schloss die beiden Kunstwerke ausdrücklich von der Weihe aus, weil die Kunstwerke nicht dem gesunden religiösen Empfinden der Gläubigen entsprächen.
In der Kölner Kirche St. Pius hängt von Belau ein beeindruckendes Holzkreuz im Chorraum.
Im Museum Kurhaus Kleve ist ein Gemeinschaftswerk von Belau (Joseph und das Jesuskind) und seinem ehemaligen Mitstudenten Joseph Beuys zu sehen.
Die Gottesmutter mit Kind im St. Marien in Oberhausen wurde von Belau aus einem einzigen runden Stück Holz geschnitzt.